# Grube (Potsdam)
Grube ist ein Ortsteil im Westen der Brandenburger Landeshauptstadt Potsdam. Der Stadtteil hatte Ende 2019 436 Einwohner und wurde im Jahr 1993 nach Potsdam eingemeindet. Grube gehörte bereits zwischen 1939 und 1952 zu Potsdam.

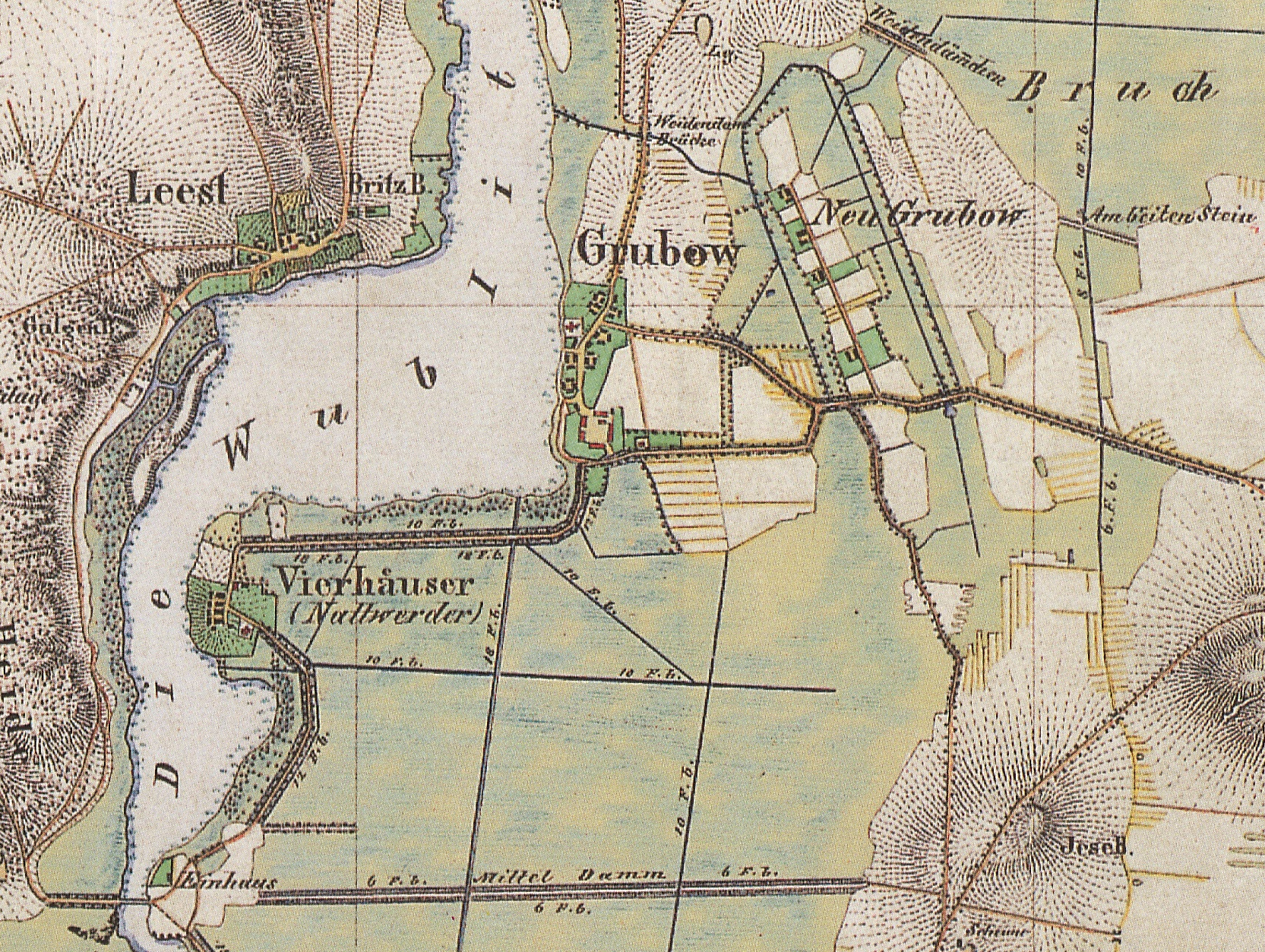
Grube und Neu Grube auf dem Urmesstischblatt 3543 Ketzin von 1839

## Lage
Grube liegt im westlichen Teil des Stadtgebiets östlich von Wublitz und Schlänitzsee. Der Ortskern von Grube liegt südlich des Schlänitzsees an einer seenartigen Biegung und Verbreiterung der Wublitz. Am östlichen Ortsrand verläuft die Bahnstrecke Jüterbog–Nauen. Der Ortskern liegt auf 32 m ü. NHN (nach der Topographischen Karte 1:25.000 Nr. 3543 Ketzin). Der Ortskern ist über die Potsdamer Straße durch Bornim und Bornstedt hindurch, dann über die Wublitzstraße von der Potsdamer Innenstadt aus zu erreichen. Die Wublitzstraße (oder L 902) führt weiter über die Straßenbrücke Grube-Leest (über die Wublitz) zur Autobahnanschlussstelle Leest. Zu Grube gehören die etwas entfernt vom Ortskern liegenden Wohnplätze Neu Grube, Nattwerder und Einhaus sowie zwei Siedlungen mit Wochenendhäusern an der Einmündung des Sacrow-Paretzer Kanals in die Wublitz und an der Wublitz (Ausbau). Außerdem stehen einige zum ehemaligen Bahnhof Bornim-Grube gehörende Gebäude in der Straße Am Bahnhof am östlichen Ortsrand.

## Geschichte
Der Ort wurde 1265 erstmals, allerdings nur indirekt erwähnt, als ein Albertus de Grobe als Zeuge in einer am 6. April 1265 ausgestellten Urkunde ist. Der Name ist vermutlich von einer plb. Grundform *Groby, vorzugsweise durch Gräben gesicherte, geschützte Siedlung, abzuleiten. Bei Grube ist eine mittel- und spätslawische Siedlung nachgewiesen. Vermutlich wurde der Name im Mittelalter an das deutsche Wort Grube angelehnt.

### Dorfgeschichte
| Jahr      | 1779 | 1800 | 1817 | 1840 | 1858 | 1861 | 1875 | 1890 | 1910 | 1925 | 1933 | 1964 | 1971 | 1981 | 1991 | 1992 |
| Einwohner | 128  | 142  | 108  | 136  | 113  | 119  | 178  | 223  | 256  | 259  | 228  | 367  | 336  | 260  | 233  | 241  |

1530 werden zwei Hüfnerhöfe und noch ein anderer Hof in Grube erwähnt, vermutlich die später (wieder) erwähnten zwei Hüfnerhöfe und der Rittersitz. 1624 wohnten zwei Hüfner, acht Kossäten, ein Hirte und ein Hirtenknecht in Grube. Es gab vier Bauernhufen und vier Ritterhufen des von Falke. 1641 wurde die Größe der bebauten Feldmark mit zehn Hufen angegeben. 1663 werden die vier Ritterhufen erneut genannt. 1682 wird die Feldmark mit einer Größe von 23 Hufen angegeben. Vermutlich waren die Hufen aber wüst, denn 1700 war ein Vorwerk entstanden. Im Dorf wohnten sechs Kossäten. 1708 wird explizit gesagt, dass die vier Bauernhufen wüst waren, im Sinne von nicht mit Bauern besetzt. Sie wurden nämlich vom Amt Potsdam bewirtschaftet. Von sieben Kossätenstellen waren drei Stellen unbesetzt. Auch sie wurden vom Amt genutzt. Außerdem wohnten zu den vier Kossäten noch zwei Halbkossäten und ein Kuhhirt mit Vieh im Dorf. Auf den vier Hufen wurden sechs Scheffel 10 Metzen Roggen, acht Scheffel Gerste und zwei Scheffel Hafer gesät. 1738 kam es zu Streitigkeiten zwischen den Fischern zu Grube und den Fischern zu Phöben wegen der Fischerei auf Wublitz. 1745 wird die Einwohnerschaft mit fünf Kossäten und zwei Halbkossäten angegeben. 1772 lebten sechs Kossätenfamilien und die Bewohner des Amtsvorwerks mit insgesamt 102 Personen. Grube hatte wahrscheinlich schon um oder nur kurz nach der Mitte des 18. Jahrhunderts ein Schulhaus bekommen. Dieses musste 1782 erweitert werden. 1789 wurden in Grube die Wirtschaftsgebäude des Vorwerks und die Kirchhofmauer repariert.
1776 wurde die Kolonie Neu Grubow angelegt. Um 1800 wohnten dort sechs Gärtner.
1800 wird die Bevölkerung mit sieben Ganzkossäten und sechs Einliegern angegeben. Die Größe der bebauten Feldmark betrug wie schon 1624 vier Lehnhufen (die Ritterhufen) und vier Bauernhufen (die aber vom Amt bewirtschaftet wurden). Im Dorf waren 18 Feuerstellen (= Wohnhäuser). Bis 1840 war die Zahl nicht gestiegen. Bis 1860 sank die Zahl der Wohnhäuser im Gemeinde- und Gutsbezirk auf 12. Es wurden 26 Wirtschaftsgebäude und zwei öffentliche Gebäude gezählt. 1894 hatten die vier Kossäten 22 ha, 20 ha, 19 ha und 5 ha Wirtschaftsfläche. Die fünf Büdner besaßen 5 ha, 5 ha und drei ha, zwei besaßen keine Ackerflächen. Die fünf Kolonisten in Neu Grube hatten mit 12 ha, 10 ha, 8 ha, 7 ha und 7 ha größeren Grundbesitz als die Büdner. Der einzige Gastwirt besaß 6 ha Grund und Boden, der Schmiedemeister 2 ha und der Bäcker 0,8 ha. Auch ein Lehrer wohnte im Ort. 1900 wurden schließlich 26 Wohnhäuser gezählt, 1931 schließlich 31 Wohnhäuser. 1902 wurde der Bahnhof und spätere Haltepunkt Bornim-Grube eröffnet; 1993 wurde er aufgelassen.
Bis 1960 hatten sich zwei Landwirtschaftliche Produktionsgenossenschaften vom Typ I mit zusammen 28 Mitgliedern und 197 ha Landfläche gebildet, die sich noch 1960 zu einer LPG zusammenschlossen. Außerdem gab es noch eine Gärtnerische Produktionsgenossenschaft (GPG) mit drei Mitgliedern und 8 ha Nutzfläche.

## Besitzgeschichte
1349 hatte Kylian von der Gröben einen Rittersitz in Grube. Er hatte ihn in diesem Jahr resigniert und Markgraf Waldemar, Rudolf und Otto von Sachsen und die Fürsten Albrecht und Waldemar von Anhalt verliehen den Rittersitz am 12. Mai 1349 an Boto und Friedrich von Torgow, die Herren von Zossen. 1427 wurde Dorothea, die Frau des Albrecht von Falke vom brandenburgischen Markgrafen Johann mit einem Hof in Grube verleibdingt. 1537 erhielten die Vettern Erich und Achim von Falke eine Lehensbestätigung über Grube, einschließlich Ober- und Niedergericht, Gewässer, Weide, Holzung, Wiesen, Beden und andere Abgaben. 1609 wurde Joachim Falke, der Sohn von Hans Falke mit dem Dorf Grube einschließlich von Ober- und Untergericht beliehen. 1613 erhielt Caspar der Sohn des Erich Falke auf Bleddin die Lehensbestätigung über seinen Anteil an Grube (neben Anteilen an Karpzow, Marquardt und Satzkorn). Er starb 1616; seine Söhne verkauften die ererbten Anteile an ihren Vetter Erich Falke zu Bernau. 1644 belehnte Kurfürst Friedrich Wilhelm Caspar Joachim von Falcke mit Gütern und Einkünften in den Dörfern Schorin (= Marquardt), Grube, Satzkorn und Karpzow.
Das Patronat über die Kirche von Grube stand jedoch dem Benediktinerinnenkloster Spandau zu. Mit der Säkularisation des Klosters im Zuge der Reformation 1541 kam es an das Klosteramt Spandau, später an das Amt Spandau.
1660 erwarb Friedrich Wilhelm, der Große Kurfürst das Dorf Grube für 6.500 Tale aus der Konkursmasse des Caspar Joachim von Falke und wies es dem Amt Potsdam zu. 1734 trennte Kurfürst Friedrich Wilhelm I. Grube und Bornstedt ab und übertrug die beiden Orte dem Großen Militärwaisenhaus in Potsdam. Die Besitzungen des Waisenhauses wurden durch das nun geschaffene Amt Bornstedt verwaltet. Bereits ab 1802 wurde das Amt Bornstedt zusammen mit dem Amt Potsdam verwaltet. 1826 wurde das Amt Bornstedt endgültig aufgelöst. Das Amt Potsdam existierte noch bis zur Kreisreform 1872/74. Im 19. Jahrhundert bildet sich Gemeindebezirk und Gutsbezirk heraus. Erst 1928 wurden Gemeinde- und Gutsbezirk zur Gemeinde Grube vereinigt. Zum 1. April 1939 wurde Grube nach Potsdam eingemeindet.
Grube gehörte zum historischen Havelländischen Kreis der Mark Brandenburg. In der Kreisreform von 1816/17 kam es zum Osthavelländischen Kreis. In der Kreisreform von 1952 in der damaligen DDR wurde es wieder aus Potsdam ausgegliedert und kam zum Kreis Potsdam-Land. Zum 31. Juli 1992 wurde das Amt Werder geschaffen, in dem zunächst sieben kleinere Gemeinden (Bliesendorf, Glindow, Grube, Golm, Kemnitz, Phöben, Plötzin und Töplitz) des Kreises Potsdam-Land in der näheren Umgebung der Stadt Werder zu einem Verwaltungsverbund zusammengefasst waren. Die Verwaltungsgeschäfte dieser Gemeinden wurden von der Stadt Werder (Havel) übernommen, der Bürgermeister der Stadt war zugleich Amtsdirektor des Amtes Werder. Mit der Schaffung des neuen Landkreises Potsdam-Mittelmark und des Stadtkreises Potsdam wurde Grube zum 6. Dezember 1993 erneut nach Potsdam eingegliedert. Es ist seither ein Stadtteil von Potsdam.

## Das Vorwerk Grube
Das Vorwerk in Grube war Teil des Amtes Bornstedt und wurde vom Amtmann in Bornstedt bewirtschaftet. 1781 übernahm Oberamtmann Johann Friedrich Wilhelm Hart das Amt Bornstedt und die Vorwerke Grube und Pirschheide. 1861 war das Vorwerk von einem Dänneel gepachtet. Nach Adolf Franz hatte das Vorwerk 1863 eine Größe von 817 Morgen, davon 428 Morgen Äcker, 268 Morgen Wiese, 70 Morgen Weide und 14 Morgen Forst. Der Pachtvertrag lief damals noch bis 1873. Die jährliche Pacht betrug 1380 Taler. 1879 und 1885 wurde die Domäne vom Oberamtmann Dömmel geleitet. In letzterer Arbeit ist die Größe des Gutes mit 209 ha angegeben, davon 117 ha Acker, 72 ha Wiesen und 20 ha Hutung. Schwerpunkt der Wirtschaft war die Molkerei und der Zuckerrübenanbau. 1896 ist der Grundsteuer-Reinertrag mit 4813 Mark angegeben. 1903 hieß der Pächter Otto Bünger, ebenso 1910. Ebenso 1921 und 1929.

## Kirchliche Zugehörigkeit

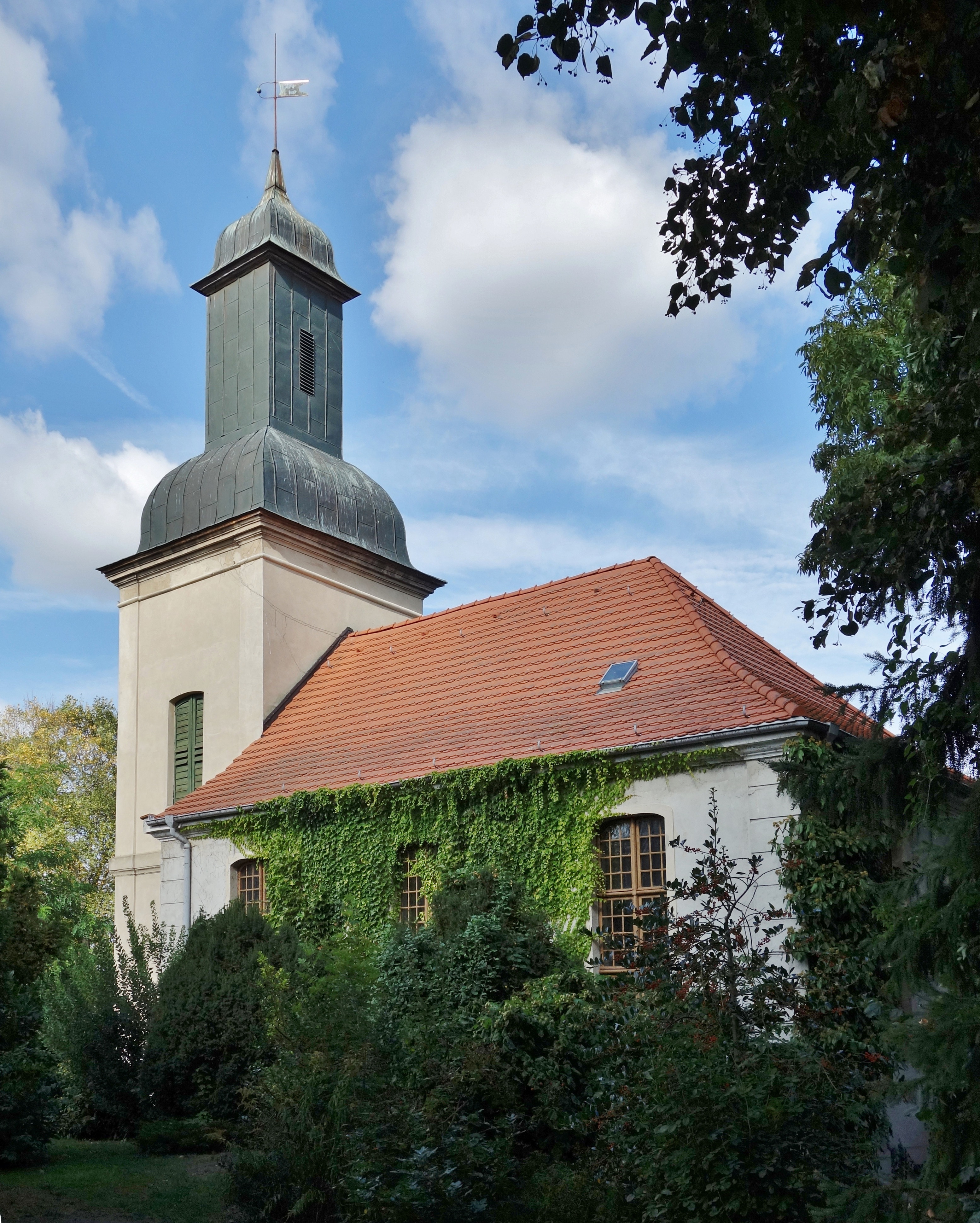
Dorfkirche Grube

Grube gehörte um 1500 zur Sedes Spandow des Archidiakonats Brandenburg an der Havel (Bistum Brandenburg an der Havel). Um 1500 und noch 1900 war Grube Tochterkirche von Bornim. 1900 gehörte Grube zur Superintendentur Potsdam. Das Patronat wurde bis 1541 im Besitz des Benediktinerinnenklosters Spandau, dann ab 1541 des Klosteramtes Spandau bzw. des Amtes Spandau. 1660 wurde es zum Amt Potsdam erworben.
Die 1745/46 erbaute Dorfkirche ist ein rechteckiger verputzter Saalbau aus Backstein. Sie hat einen eingezogenen Westturm.